# САТА
САТА или Серијски АТА (енгл. Serial Advanced Technology Attachment) је рачунарски порт намењен првенствено за хард дискове.
САТА је наследник АТА (или ПАТА - енгл. Parallel ATA) порта, и нуди теоретски знатно већу брзину преноса података, али због лошег дизајна доноси и слабу поузданост везе.
До сада постоје три САТА стандарда:
- САТА1 (који подржава брзине до 150 MB/),
- САТА2 (који подржава 300 MB/s) и
- САТА3 (који подржава 600 MB/s).